# Cyrtandra dilatata
Cyrtandra dilatata är en tvåhjärtbladig växtart som beskrevs av Charles Baron Clarke. Cyrtandra dilatata ingår i släktet Cyrtandra och familjen Gesneriaceae. Inga underarter finns listade i Catalogue of Life.